# 森谷浩一
森谷 浩一（もりや こういち、1957年8月13日 - ）は、日本の実業家。パイオニア株式会社代表取締役兼社長執行役員。現在は後進に譲り、代表権のない取締役。

## 人物・経歴
宮城県大崎市出身。宮城県古川高等学校を経て、1981年岩手大学人文社会科学部卒業、パイオニア入社。営業を長く担当し、札幌営業所販売課長、帯広営業所長、国内営業部営業企画課長、マーケティング部長等を経て、2010年から中国の統括会社である先鋒電子（中国）投資有限公司の董事兼総経理を務めた。2017年取締役に昇格。2018年から代表取締役兼社長執行役員として、パイオニアの経営再建にあたった。2020年前田道路取締役、廣済堂取締役。2021年海外需要開拓支援機構取締役兼海外需要開拓委員会副委員長、インフロニア・ホールディングス取締役。